# Ernesto Rigamonti
Ernesto Rigamonti (Milano, 1864 – 1942) è stato un pittore italiano.

## Biografia
Risiedette a Milano. Espose nel 1883 a Milano: Rosso di sera, bel dì si spera e Rustico; nel 1884 a Torino: La frutta dell'orto. All'Esposizione triennale dell'Accademia di Brera del 1891 espose: Interno studio dal vero e un paesaggio intitolato Il Gorgazzo a Poicenico.